# Carl Johan Ridderstolpe
Carl Johan Ridderstolpe, född 10 januari 1719 i Stockholm, död 29 januari 1785 i Stockholm, var en svensk friherre, riksdagstalare och riksråd.

## Biografi
Carl Johan Ridderstolpe var äldste son till Carl von Frischen, vars far var från Livland och som 1751 upphöjts till friherre med namnet Ridderstolpe. Modern Margareta Gyllenkrook var dotter till en revisionssekreterare och hennes mor tillhörde ätten Wattrang. Karl Johans yngre bror Fredrik Vilhelm Ridderstolpe upphöjdes sedermera till greve. 
Han blev 1734 student vid Uppsala universitet och inskrevs 1738 som auskultant i Svea hovrätt, där han 1747 befordrades till extraordinarie assessor och 1757 till hovrättsråd. Samtidigt avancerade han inom hovet till kammarherre (1745). 
Ridderstolpe började sin parlamentariska bana vid 1755-56 års riksdag där han i sak anslöt sig hattpartiets kritik av kungamakten, men försökte i svaren till kungen få bort de mest kränkande tillmälena. När hattarna kort därefter startade Pommerska kriget utan att ha tag ut saken inom riksdagen och inte ville redovisa kostnaderna för kriget blev  Ridderstolpe ett av partiets skarpaste kritiker. Han väckte uppseende genom sin förmåga som talare och genom sin sansade hållning och var redan vid följande riksmöte, 1760–62 års, en av mössornas ledare och betraktades under hela den följande tiden som en av deras främsta män. Han invaldes under den sistnämnda riksdagen (dec. 1761) i Sekreta utskottet, där han fick plats även vid riksdagarna 1765–66 och 1771–72. Vid slutet av 1762 års riksdag erhöll han ständernas förord att "hugnas med landshöfdings fullmakt och tur". Han behöll dock, med titel av landshövding, sitt ämbete i Svea hovrätt. Genom sin modererande hållning fick han uppdraget att representera mössorna i förhandlingarna med hattarna och hovpartiet som inleddes våren 1762. Genom att hattpartiet och hovpartiet närmade sig varandra, kom dock förhandlingarna av avbrytas. Ridderstolpe som tidigare önskat en moderat författningsreform till förmån för kungamakten, förordade nu nya inskränkningar av kungamakten, som genomfördes 1765–1766. Dock försökte han efter mössornas seger 1765 i linje med partiets tidigare inställning hindra riksdagens ingripande i rättsskipningen och hävdade att tidigare ingångna avtal och beviljad ansvarsfrihet skulle respekteras. Han försökte också moderera i räfsterna mot hattarna och hindrade en konflikt mellan Axel von Fersen och sekreta utskottet. Vid riksdagen 1769 försvarade han mösspartiet och förhindrade alla försök till en utvidgning av kungamakten.
Vid början av 1771–72 års riksdag, då en strid på liv och död mellan partierna föreföll trolig, var Ridderstolpe en av mössornas tre förtroendemän i kompositionen. En försoning var ej möjlig. Hattpartiet dukade under, och rådskammaren rensades. Bland dem, som det segrande mösspartiet då insatte till riksråd, var Ridderstolpe (maj 1772). När det visade sig omöjligt att få honom till rikskansliråd, försökte mössorna för hans räkning skapa ett nytt ämbete som vice president i kansliet, men Gustav III:s statskupp 19 augusti 1772 kom emellan och omintetgjorde planen. 
22 augusti entledigades Ridderstolpe från sitt riksrådsämbete, och efter den tiden förekom han föga i det offentliga livet. Under partitiden hade Ridderstolpe varit en av dem, som haft förtroendet att ombesörja fördelningen av de från England och Ryssland inflytande korruptionsmedlen.
Ridderstolpe gjorde Fiholm, Västmanland till fideikommiss. Hans hustru Catharina von Berchner var hans syssling på deras respektive möderne, men båda deras barn avled späda. Fiholm ärvdes därför av den yngre brodern greve Ridderstolpe.